# Tschajetuhorn
Le Tschajetuhorn est un sommet des Alpes bernoises. Culminant à 2 775 mètres d'altitude, il se trouve dans le canton du Valais en Suisse.

## Géographie
Ce sommet est à l'extrémité sud d'une ligne de crête séparant les vallées de la Raspille à l'ouest et de la Dala à l'est. Plus au nord sur cette ligne de crête se trouve le Trubelstock (2 998 m). Sur son versant ouest, la Pauja (source de la Raspille) prend sa source.